# Corbicula fluminea
Corbicula fluminea är en musselart som först beskrevs av Otto Friedrich Müller 1774. Enligt Catalogue of Life ingår Corbicula fluminea i släktet Corbicula och familjen Corbiculidae, men enligt Dyntaxa är tillhörigheten istället släktet Corbicula och familjen Cyrenidae. IUCN kategoriserar arten globalt som livskraftig. Arten har ej påträffats i Sverige. Inga underarter finns listade i Catalogue of Life.
Höger och vänster klaff av samma exemplar:

Höger klaff
Vänster klaff

## Bildgalleri

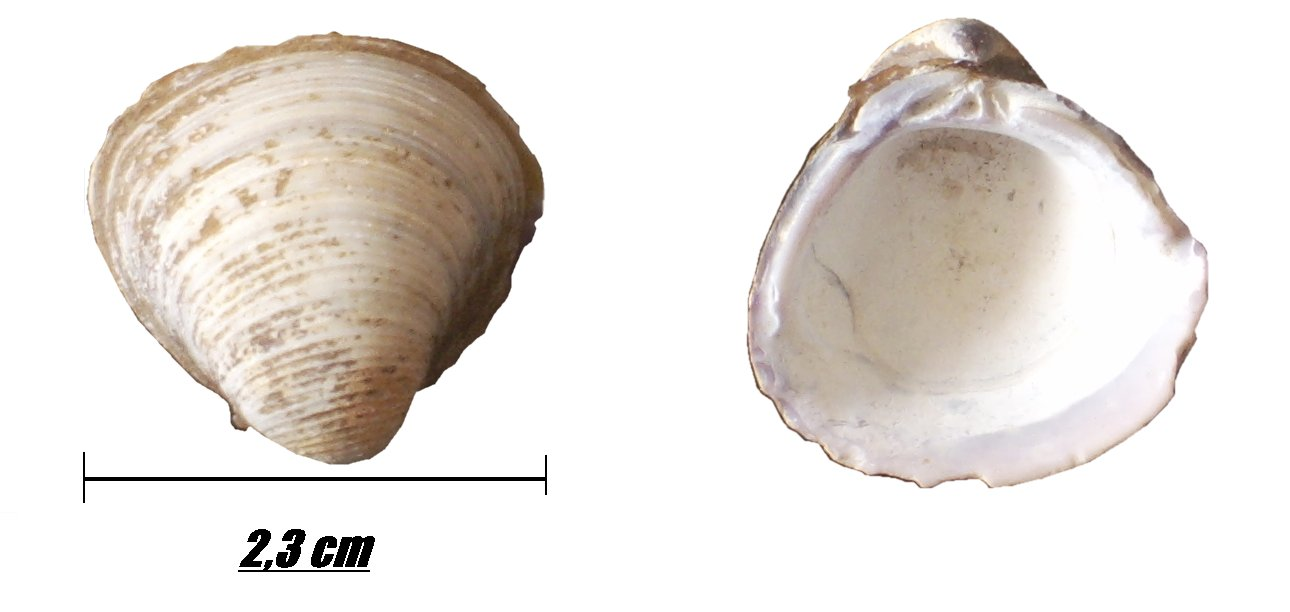
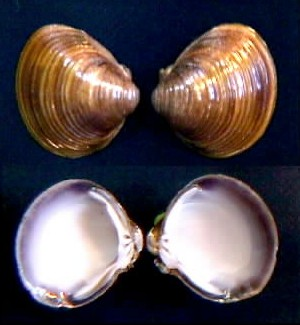
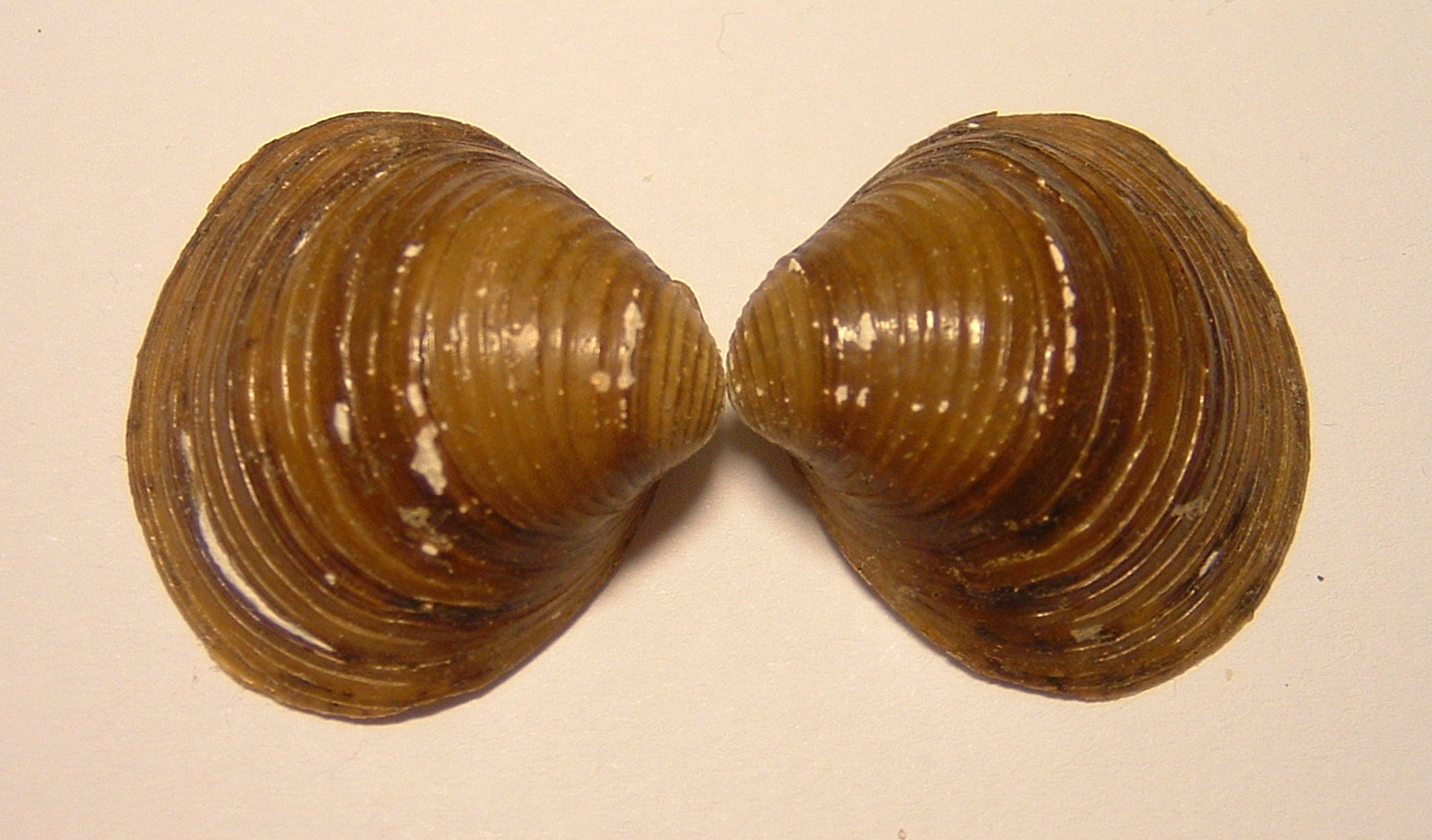
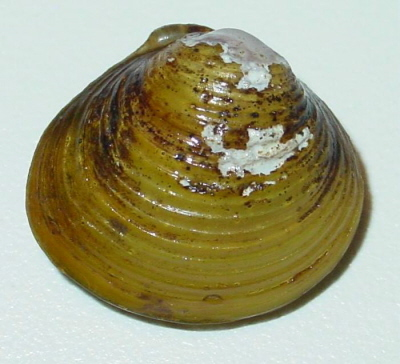
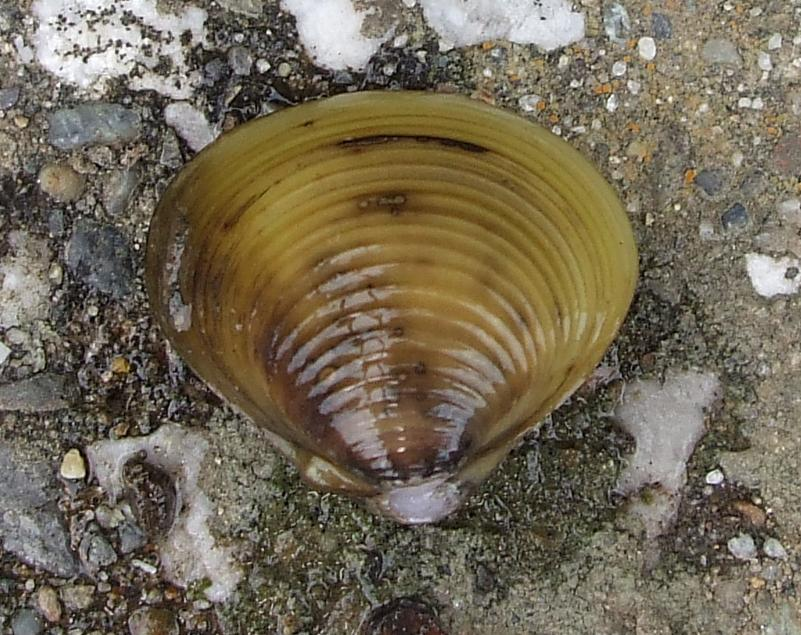
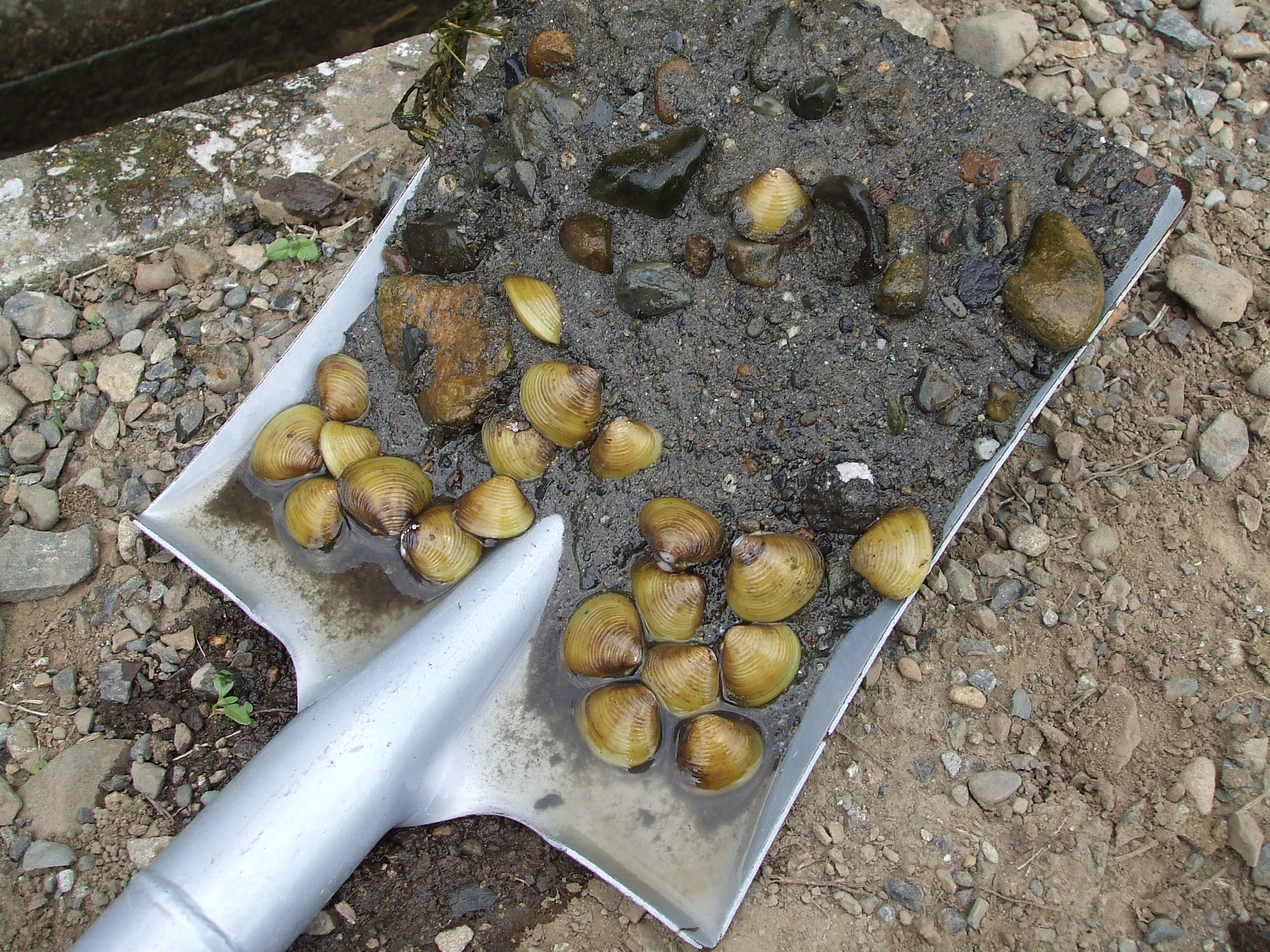